# Бор
Вижте пояснителната страница за други значения на Бор.
Борът (Pinus) е род иглолистни растения от семейство Борови (Pinaceae).

## Разпространение
Боровете са вечнозелени дървета, разпространени в по-голямата част от Северното полукълбо. В Евразия те се срещат от Канарските острови и Шотландия на запад до руския Далечен изток и Филипините на изток, и от Северна Норвегия и Източен Сибир на север до Хималаите и Югоизточна Азия на юг. Боровете се отглеждат масово за производство на дървесина в Нова Зеландия - там са успели да се развият и като инвазивна култура.
Естествено растящи в България са пет вида: бял бор (Pinus sylvestris), черен бор (Pinus nigra), бяла мура (Pinus peuce), черна мура (Pinus heldreichii) и клек (Pinus mugo). Мурата и клекът биват класифицирани като част от рода Pinus, независимо от факта, че основното име „бор“ отсъства от техните названия. Освен тези видове, в България се култивират и екзотични представители на рода, главно за декоративни цели.

## Особености
Игловидните листа на бора се разполагат по клоните в брахибласти (снопчета) от по 2, 3 или 5 иглички, в зависимост от конкретния вид на дървото.

## Класификация
- Pinus albicaulis
- Pinus amamiana
- Pinus apulcensis
- Pinus aristata, Осилест бор
- Pinus arizonica
- Pinus armandii
- Pinus attenuata
- Pinus ayacahuite
- Pinus balfouriana
- Pinus banksiana
- Pinus bhutanica
- Pinus brutia, Турски бор
- Pinus bungeana
- Pinus californiarum
- Pinus canariensis
- Pinus caribaea
- Pinus cembra
- Pinus cembroides
- Pinus chiapensis
- Pinus clausa
- Pinus contorta
- Pinus cooperi
- Pinus coulteri
- Pinus cubensis
- Pinus culminicola
- Pinus dalatensis
- Pinus densata
- Pinus densiflora
- Pinus devoniana
- Pinus discolor
- Pinus durangensis
- Pinus echinata
- Pinus edulis
- Pinus elliottii
- Pinus engelmannii
- Pinus eremitana
- Pinus estevezii
- Pinus fenzeliana
- Pinus flexilis
- Pinus fragilissima
- Pinus gerardiana
- Pinus glabra
- Pinus gordoniana
- Pinus greggii
- Pinus gordoniana
- Pinus greggii
- Pinus halepensis, Алепски бор
- Pinus hartwegii
- Pinus heldreichii, Черна мура
- Pinus henryi
- Pinus herrerae
- Pinus hondurensis
- Pinus hwangshanensis
- Pinus jaliscana
- Pinus jeffreyi
- Pinus johannis
- Pinus kesiya
- Pinus koraiensis
- Pinus krempfii
- Pinus lambertiana
- Pinus latteri
- Pinus lawsonii
- Pinus leiophylla
- Pinus longaeva
- Pinus luchuensis
- Pinus lumholtzii
- Pinus massoniana
- Pinus maximartinezii
- Pinus maximinoi
- Pinus merkusii
- Pinus monophylla
- Pinus montezumae
- Pinus monticola
- Pinus morrisonicola
- Pinus mugo, клек
- Pinus muricata
- Pinus nelsonii
- Pinus nigra, Черен бор
- Pinus occidentalis
- Pinus oocarpa
- Pinus orizabensis
- Pinus orthophylla
- Pinus palustris
- Pinus parviflora
- Pinus patula
- Pinus peuce, Бяла мура
- Pinus pinaster
- Pinus pinceana
- Pinus pinaster
- Pinus pinceana
- Pinus pinea, Пиния
- Pinus ponderosa
- Pinus praetermissa
- Pinus pringlei
- Pinus pseudostrobus
- Pinus pumila
- Pinus pungens
- Pinus quadrifolia
- Pinus radiata
- Pinus reflexa
- Pinus remota
- Pinus resinosa
- Pinus rigida
- Pinus roxburghii
- Pinus rzedowskii
- Pinus sabineana
- Pinus serotina
- Pinus sibirica
- Pinus squamata
- Pinus strobiformis
- Pinus strobus
- Pinus sylvestris, Бял бор
- Pinus tabuliformis
- Pinus taeda
- Pinus taiwanensis
- Pinus tecunumanii
- Pinus teocote
- Pinus thunbergii
- Pinus torreyana
- Pinus tropicalis
- Pinus uncinata
- Pinus uyematsui
- Pinus virginiana
- Pinus wallichiana
- Pinus wangii
- Pinus yunnanensis

## Други
На бора са наречени улиците „Бор“ (Карта) и „Зелен бор“ (Карта) в квартал „Симеоново“ в София.

## Галерия
- Кора на възрастен бял бор
- Клонки с листа (иглички) – бял бор
- Шишарки
- Семена